# 浅原清隆
浅原 清隆（あさはら きよたか、1915年（大正4年）- 1945年（昭和20年））は兵庫県生まれの洋画家。

## 概要
1934年（昭和9年）帝国美術学校（現・武蔵野美術大学）に入学。
1935年（昭和9年）第22回二科展に初入選する。シュルレアリスムに関心を持ち、同級生らと1936年（昭和10年）グループ「表現」を結成同年「動向」の結成参加、映画研究会の会報『Ｔ映』参加。1937年（昭和11年）第7回独立展入選。1938年（昭和12年）創紀美術協会結成に参加。1939年（昭和13年）美術文化協会の結成に参加。同年、神戸で個展を開催するが、まもなく応召し、1945年（昭和20年）ビルマ（現:ミャンマー）のプローム県で行方不明となる。
2021年1月9日から3月28日まで三重県立美術館にて「ショック・オブ・ダリ ― サルバドール・ダリと日本の前衛」展が開催されサルバドール・ダリに影響を受けた日本の作家として浅原清隆他 靉光、池田龍雄、石井新三郎、小牧源太郎、斎藤長三、島津純一、白木正一、杉全直、高山良策、難波架空像（香久三）、浜田浜雄、早瀬龍江、尾藤豊、福沢一郎、藤田鶴夫、古沢岩美、森堯之、矢崎博信、山下菊二、山本昌尚、吉井忠、米倉壽仁、渡辺武の24人とダリの作品が展示され、同年4月24日から6月27日まで諸橋近代美術館でも同展覧会が開催された。
2023年12月16日から企画展「『シュルレアリスム宣言』100年 シュルレアリスムと日本」が、京都文化博物館にて、開催され福沢一郎、三岸好太郎、北脇昇、靉光と共に浅原の作品も2024年2月4日まで展示された。その後展覧会は、板橋区立美術館（2024年3月2日から4月14日）、三重県立美術館（2024年4月27日から6月30日）に巡回した。

## 作品
- 多感な地上、1939年 東京国立近代美術館蔵[7]
- 郷愁、1939年 東京国立近代美術館蔵[8]